# Opole Lubelskie
Opole Lubelskieⓘ é um município no leste da Polônia. Pertence à voivodia de Lublin, no condado de Opole, no Vale Chodel. É a sede da comuna urbano-rural de Opole Lubelskie. Centro da indústria alimentícia (laticínios, confeitaria, fábrica de processamento de frutas).
Historicamente, Opole Lubelskie está localizada na Pequena Polônia, na antiga Terra de Lublin, inicialmente na voivodia de Sandomierz, e a partir de 1474 na voivodia de Lublin. Uma cidade nobre privada fundada em 1418, localizada na segunda metade do século XVI no condado de Lublin, na voivodia de Lublin. Nos anos 1975–1998, a cidade pertenceu administrativamente à voivodia de Lublin.
Estende-se por uma área de 15,1 km², com 8 241 habitantes, segundo o censo de 31 de dezembro de 2021, com uma densidade populacional de 545,8 hab./km².

## Toponímia
O nome da cidade de Opole vem do nome de uma das mais antigas unidades territoriais dos eslavos na Europa Central − a chamada opole, o equivalente atual é uma comuna. Elas foram criadas em tempos pré-estatais, a partir de meados do primeiro milênio EC. Este termo se referia ao nome do território local no qual a comunidade vivia em conjunto, defendendo-se contra o inimigo. “O-pole” significava uma comunidade local que vivia em torno de um cinturão de campos aráveis e pastagens que constituíam a base de sua existência. A organização opole sobreviveu até o final da Idade Média. Opole eram subdistritos da castelania e constituíam a unidade administrativa e tributária mais baixa da Polônia medieval. Uma bula pontifícia de 1136 menciona entre as cidades pertencentes ao arcebispo próximo de Żnin uma povoação populosa chamada Opole. Na Polônia, além da cidade de Opole, nomes de cidades como a cidade de Opole na voivodia de Opole, a aldeia de Opole na voivodia de Lublin, a aldeia de Opole-Świerczyna na voivodia da Mazóvia, as aldeias de Stare Opole e Nowe Opole na voivodia da Mazóvia, a aldeia de Opole na voivodia de Łódź, a região chamada Opole na Ucrânia e outros nomes geográficos.

## História

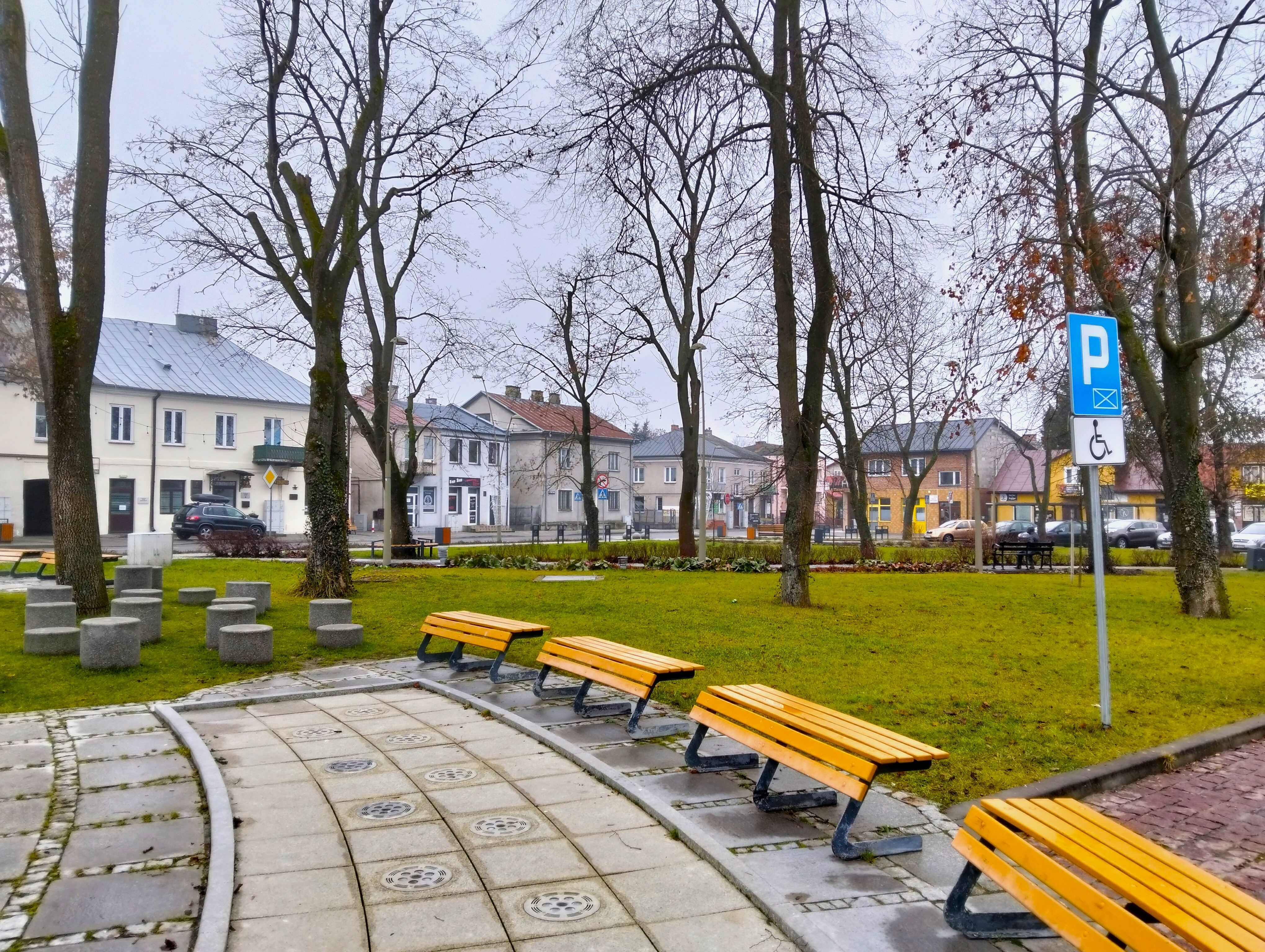
Praça do Antigo Mercado

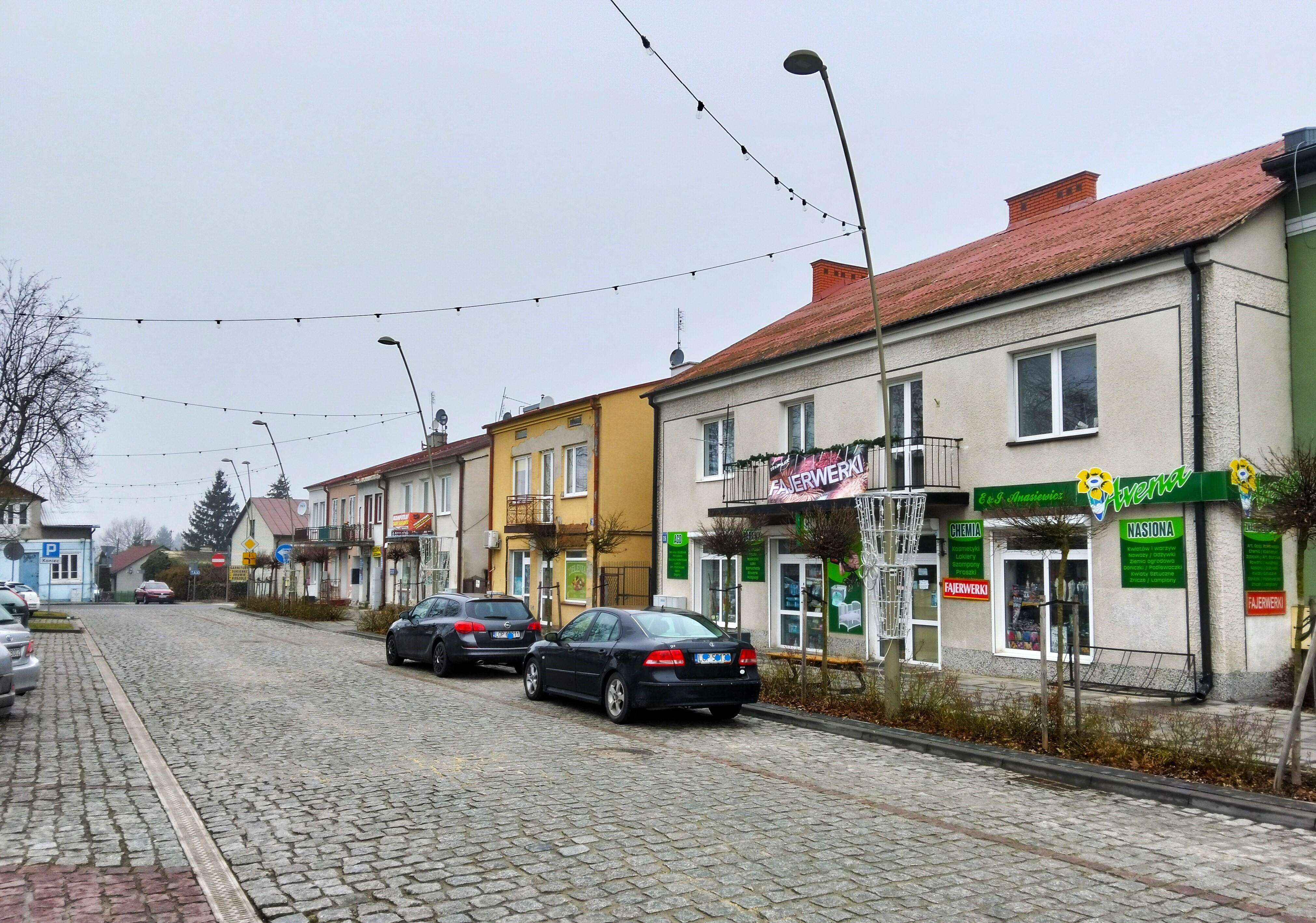
Fachada do Antigo Mercado

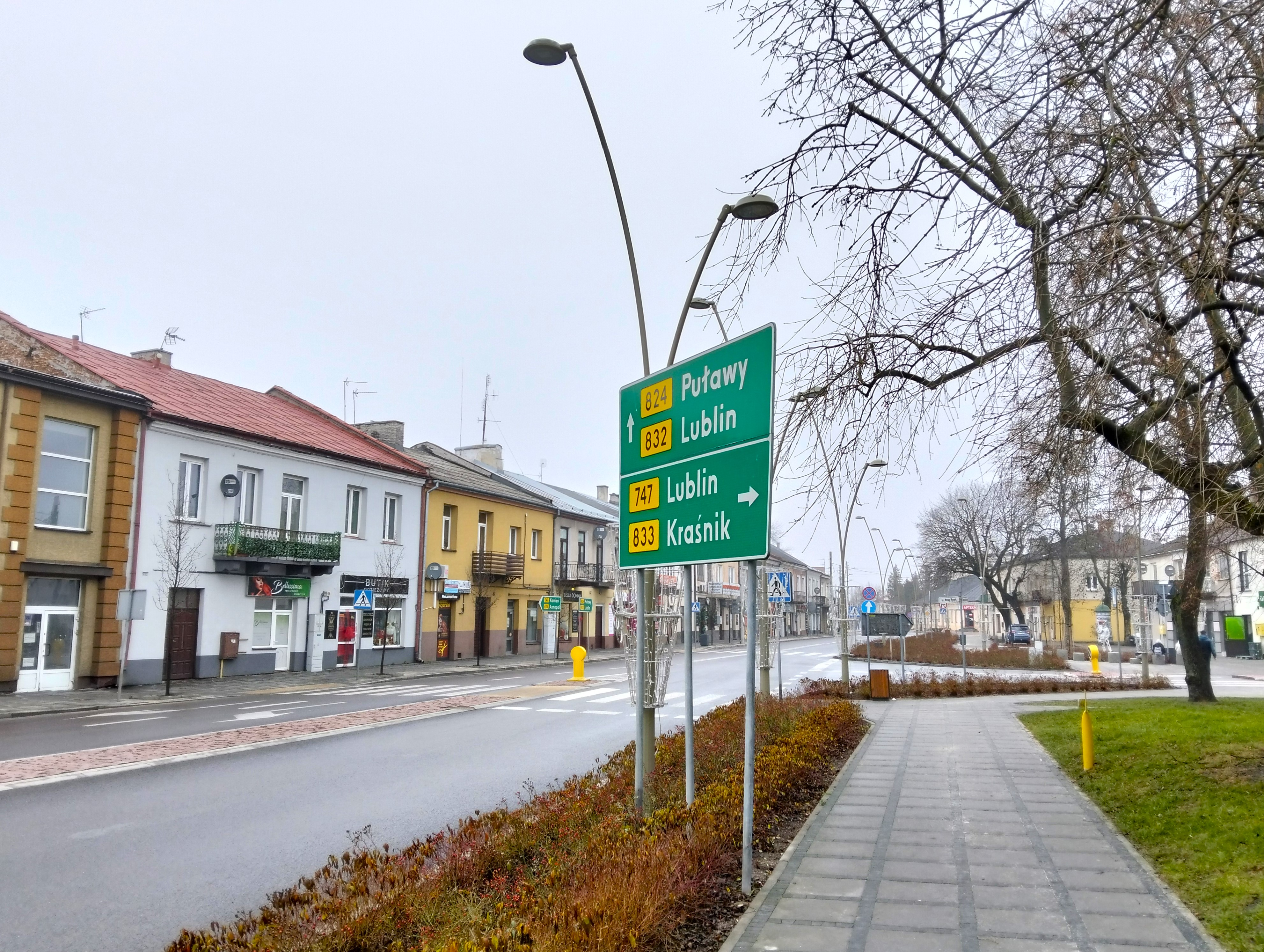
Praça do Novo Mercado

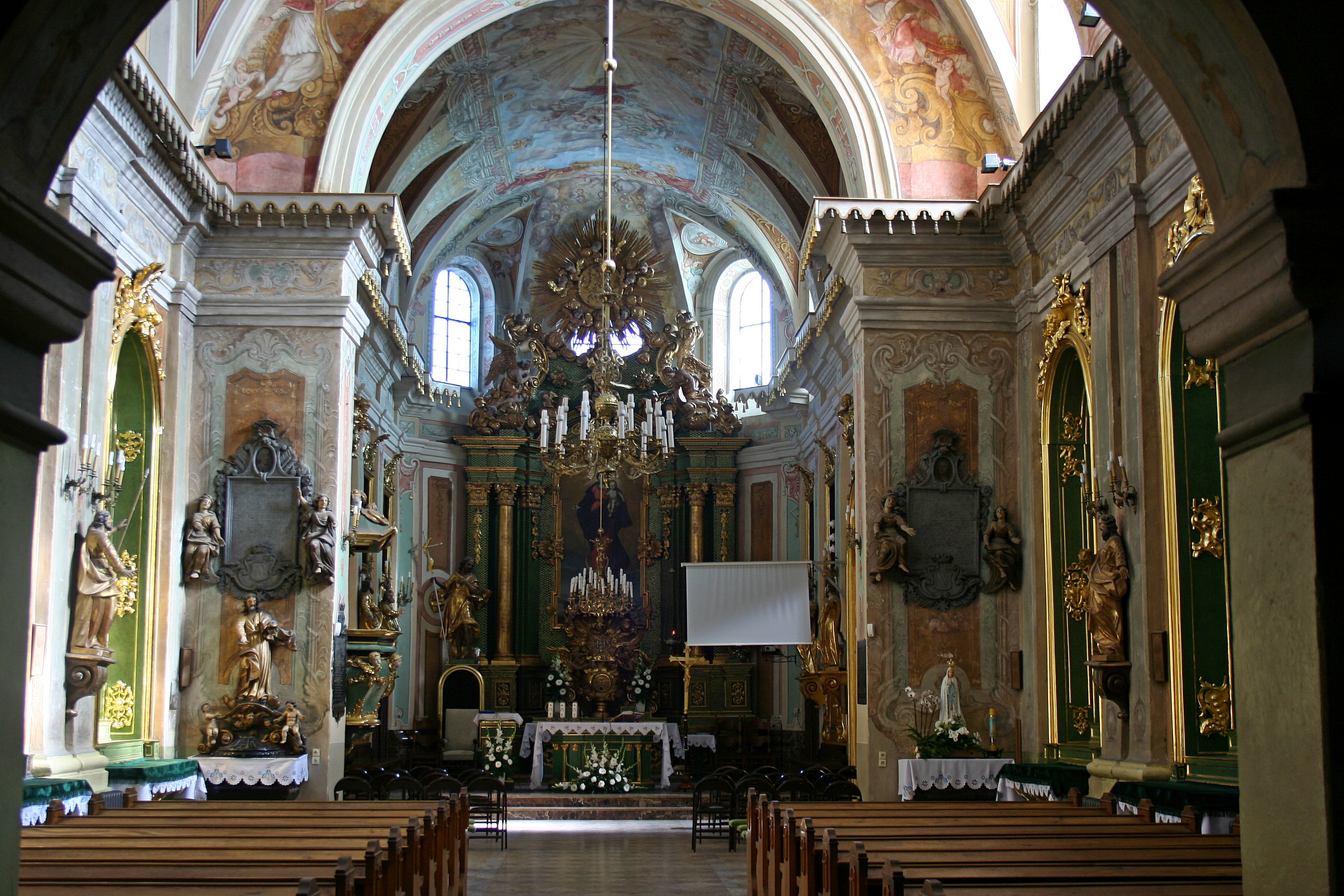
Interior da igreja da Assunção da Bem-Aventurada Virgem Maria − Complexo do mosteiro piarista

Originalmente, Opole era uma comunidade de tribo eslava que deu origem à cidade. Na virada do século, a vila era habitada por pessoas de várias religiões e nacionalidades. Artesãos escoceses e alemães foram trazidos para Opole pelos proprietários da vola nos séculos XVII e XVIII. No século XVII, foi erguida aqui uma sinagoga, que servia ao número crescente de judeus que chegavam ao povoado. Durante as partições da Polônia, Opole era habitada por russos em grande número. No século XIX e início do século XX, metade da população da cidade era judia.
Em março de 1941, foi criado um gueto, no qual havia vários milhares de judeus. Eles foram reassentados de cidades próximas, incluindo de Puławy e Kazimierz Dolny. Um grupo de judeus da Áustria, França e Eslováquia também foi colocado aqui. Em março e maio de 1942, ocorreram as primeiras deportações para os campos de extermínio de Bełżec e Sobibor. O gueto foi finalmente liquidado em 24 de outubro de 1942, e seus habitantes restantes (quase 9 000) foram deportados para Sobibor e Poniatowa. Na década de 1940, os nazistas explodiram a sinagoga de Opole e prédios residenciais na fachada oeste da Praça do Mercado Velho. Vestígios de ex-residentes estão nos cemitérios judeus na rua Józefowska e o ortodoxo na rua Lublin.
- Século XII − provavelmente na segunda metade do século XII, a paróquia da Assunção da Santíssima Virgem Maria foi fundada em Opole. As primeiras igrejas, até meados do século XVII e a construção da igreja barroca que ainda hoje existe, eram de madeira.
- 1368 − com o consentimento do rei Casimiro, o Grande, a vila de Opole foi transferida da lei polonesa para a lei Średzki.
- 1419 − Menção dos habitantes da cidade de Opole − Piotr Światły e sua irmã Korodajowa. Devido à falta do primeiro documento de fundação da cidade, esta menção é a fonte mais antiga sobre Opole ter direitos de cidade.
- 1450, 1478 − confirmação dos direitos de cidade pelo rei Casimiro IV Jagelão.
- Século XVI e primeira metade do século XVII − a cidade é um centro do calvinismo. Stanisław Słupecki (morto em 1576), o castelão de Lublin, e seu filho Zbigniew Słupecki (morto em cerca de 1598) tornaram-se famosos como zelosos calvinistas. O irmão de Zbigniew, Feliks (1571−1617), inicialmente calvinista, por volta de 1616, se converteu ao catolicismo e doou a igreja aos católicos. Sua viúva, Barbara nascida Leszczyński (morta em 1654), permaneceu calvinista quase até sua morte. Diz-se que ela se converteu em seu leito de morte sob a influência de seu irmão, o bispo Wacław Leszczyński, inicialmente um zeloso calvinista, converteu-se ao catolicismo.
- 1625 − primeira menção ao hospital. O antigo hospital estava localizado fora da cidade, na estrada para Sandomierz, próximo à igreja do Espírito Santo.
- Após 1663–1675 − construção da igreja paroquial, que ainda hoje existe, financiada pelo padre Piotr Dobielowicz, pároco de Opole.
- 1743 − os piaristas são trazidos por Jan Tarło, Conde em Tęczyn, o voivoda de Sandomierz, e o General das Terras Podolianas. Ampliação da igreja, construção de um mosteiro, um novo hospital e escolas.
- 1751, após a morte de Jan Tarło, sua viúva e herdeira, Zofia Tarłowa nascida Krasiński, fundou um novo hospital. O antigo hospital deixou de funcionar e a igreja caiu em desuso e demolida por volta de 1780.
- 1761 − tentativa de fundar a primeira escola de artesanato na Polônia, onde Ignacy Konarski, irmão de Estanislau Konarski, era o reitor. Graças às atividades relacionadas com a organização da escola, esta desenvolveu, entre outras, curtimento, tecelagem, açougue e panificação. Em 1827, o padre Piotr Ściegienny foi transferido para cá sob as penas da lei. Hoje, a existência da escola é questionada.[8]
- Nos anos 1785–1787, o sobrinho e sucessor de Zofia e Antoni Lubomirski, os proprietários de Opole, o príncipe Aleksander Lubomirski construiu um palácio de verão em Niezdów para ele e sua jovem esposa, Rozalia nascida Chodkiewicz.
- 1794 − Rozalia Lubomirska foi decapitada em Paris durante a Revolução Francesa.
- 1864 − dissolução do Colégio Piarista em Opole.
- Na década de 1860, os camponeses se rebelaram contra os feudos.

### Século XXI
Em Opole Lubelskie, encontra-se a prisão mais moderna da Polônia, que começou a funcionar no início de outubro de 2009.

## Clima
Conforme a classificação climática de Köppen-Geiger, Opole Lubelskie situa-se na zona Cfb − clima temperado oceânico. Na cidade de Opole Lubelskie, a temperatura média anual é de 9,2° C. Nesta área, a precipitação média anual é de 733 mm. Está localizada no Hemisfério Norte. Os meses de verão são: junho, julho, agosto, setembro. O mês mais seco é fevereiro, com 45 mm de precipitação. O mês mais quente do ano é julho, com temperatura média de 20,1 °C. A temperatura média mais baixa do ano ocorre em janeiro e é de aproximadamente -2,2 °C.
A diferença de precipitação entre o mês mais seco e o mais úmido é de 48 mm. A variação de temperatura durante o ano é de 22,4 °C. O mês com a maior umidade relativa é novembro (84%). O mês com a menor umidade relativa é abril (66%). O mês com o maior número de dias de chuva é julho (10 dias). O mês com o menor número é outubro (7 dias).
| Dados climatológicos para Opole Lubelskie | Dados climatológicos para Opole Lubelskie | Dados climatológicos para Opole Lubelskie | Dados climatológicos para Opole Lubelskie | Dados climatológicos para Opole Lubelskie | Dados climatológicos para Opole Lubelskie | Dados climatológicos para Opole Lubelskie | Dados climatológicos para Opole Lubelskie | Dados climatológicos para Opole Lubelskie | Dados climatológicos para Opole Lubelskie | Dados climatológicos para Opole Lubelskie | Dados climatológicos para Opole Lubelskie | Dados climatológicos para Opole Lubelskie | Dados climatológicos para Opole Lubelskie |
| Mês | Jan                                       | Fev                                       | Mar                                       | Abr                                       | Mai                                       | Jun                                       | Jul                                       | Ago                                       | Set                                       | Out                                       | Nov                                       | Dez                                       | Ano                                       |
| --- | ----------------------------------------- | ----------------------------------------- | ----------------------------------------- | ----------------------------------------- | ----------------------------------------- | ----------------------------------------- | ----------------------------------------- | ----------------------------------------- | ----------------------------------------- | ----------------------------------------- | ----------------------------------------- | ----------------------------------------- | ----------------------------------------- |
| Temperatura máxima média (°C) | 0                                         | 1,9                                       | 7,0                                       | 14,0                                      | 19,0                                      | 22,2                                      | 24,2                                      | 23,7                                      | 18,6                                      | 12,6                                      | 7,1                                       | 2,1                                       | 12,9                                      |
| Temperatura média (°C) | −2,2                                      | −1,0                                      | 3,1                                       | 9,5                                       | 14,7                                      | 18,1                                      | 20,1                                      | 19,5                                      | 14,7                                      | 9,3                                       | 4,7                                       | −0,1                                      | 9,2                                       |
| Temperatura mínima média (°C) | −4,7                                      | −4,0                                      | −0,7                                      | 4,7                                       | 10,0                                      | 13,4                                      | 15,8                                      | 15,2                                      | 10,9                                      | 6,2                                       | 2,5                                       | −1,9                                      | 5,6                                       |
| Precipitação (mm) | 49                                        | 45                                        | 52                                        | 56                                        | 75                                        | 76                                        | 93                                        | 69                                        | 68                                        | 51                                        | 49                                        | 50                                        | 733                                       |
| Dias com chuva | 9                                         | 8                                         | 9                                         | 8                                         | 9                                         | 9                                         | 10                                        | 8                                         | 8                                         | 7                                         | 8                                         | 9                                         | 102                                       |
| Umidade relativa (%) | 83                                        | 82                                        | 75                                        | 66                                        | 66                                        | 67                                        | 68                                        | 68                                        | 73                                        | 78                                        | 84                                        | 83                                        | 74,4                                      |
| Insolação (h) | 2,6                                       | 3,1                                       | 5,5                                       | 8,7                                       | 10,1                                      | 11,0                                      | 11,0                                      | 10,3                                      | 7,2                                       | 5,1                                       | 3,4                                       | 2,4                                       | 80,4                                      |
| Fonte: Climate-Data.org Dados: 1991−2021: temperatura mínima (°C), temperatura máxima (°C), precipitação (mm), umidade, dias chuvosos. Dados: 1999−2019: horas de sol |                                           |                                           |                                           |                                           |                                           |                                           |                                           |                                           |                                           |                                           |                                           |                                           |                                           |

## Demografia
Conforme os dados do Escritório Central de Estatística da Polônia (GUS) de 31 de dezembro de 2022, Opole Lubelskie é uma cidade pequena com uma população de 7 954 habitantes (23.º lugar na voivodia de Lublin e 455.º na Polônia), tem uma área de 15,1 km² (25.º lugar na voivodia de Lublin e 420.º lugar na Polônia) e uma densidade populacional de 526 hab./km² (21.º lugar na voivodia de Lublin e 579.º lugar na Polônia). Nos anos 2002–2021, o número de habitantes diminuiu 7,7%.
Os habitantes de Opole Lubelskie constituem cerca de 13,70% da população do condado de Opole, constituindo 0,39% da população da voivodia de Lublin.
| Descrição                         | Total      | Total    | Mulheres   | Mulheres | Homens     | Homens   |
| --------------------------------- | ---------- | -------- | ---------- | -------- | ---------- | -------- |
| unidade                           | habitantes | %        | habitantes | %        | habitantes | %        |
| população                         | 7 954      | 100      | 4 168      | 52,4     | 3 786      | 47,6     |
| superfície                        | 15,1 km²   | 15,1 km² | 15,1 km²   | 15,1 km² | 15,1 km²   | 15,1 km² |
| densidade populacional (hab./km²) | 526        | 526      | 275,6      | 275,6    | 250,4      | 250,4    |

## Monumentos históricos

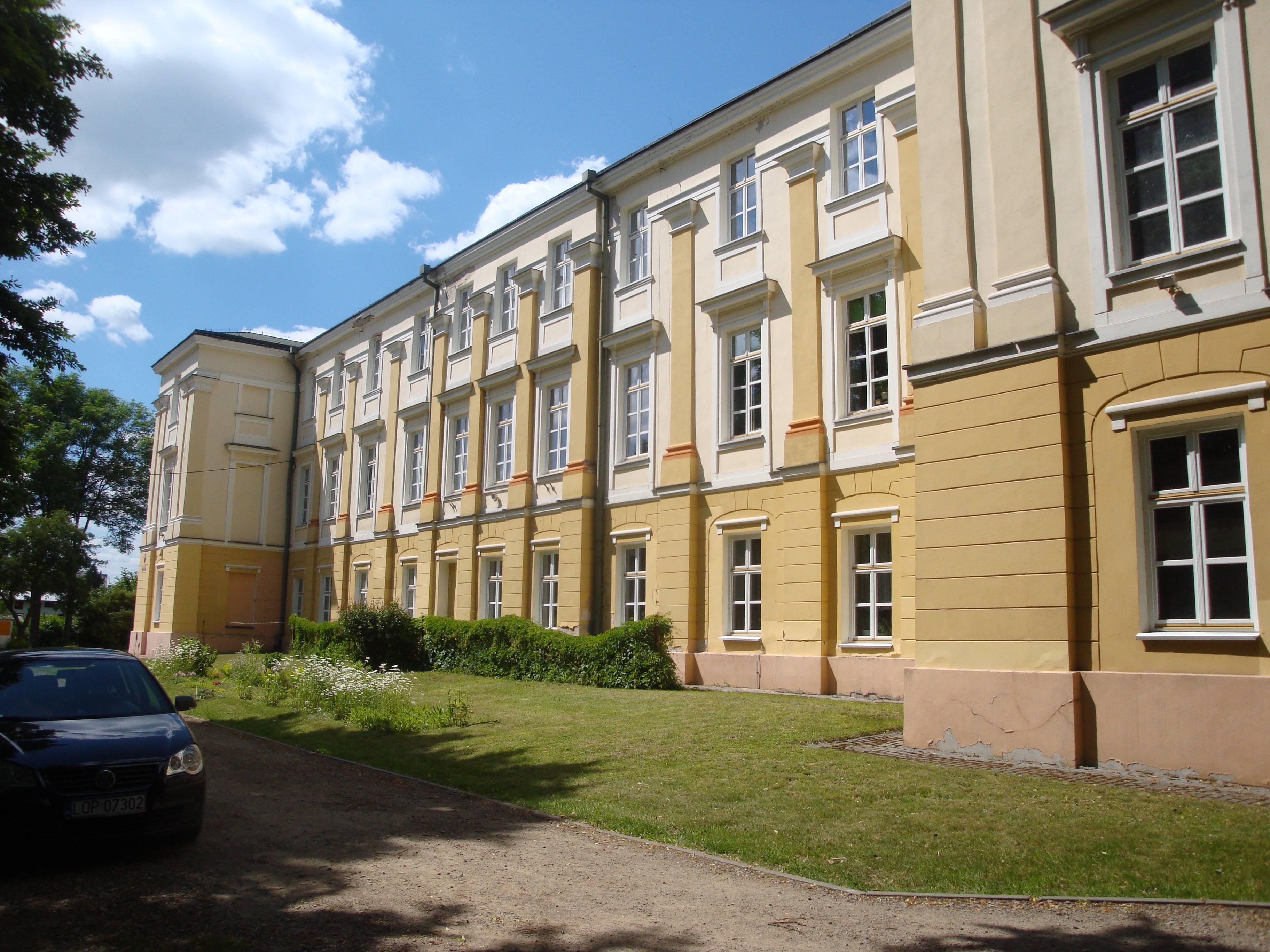
Palácio

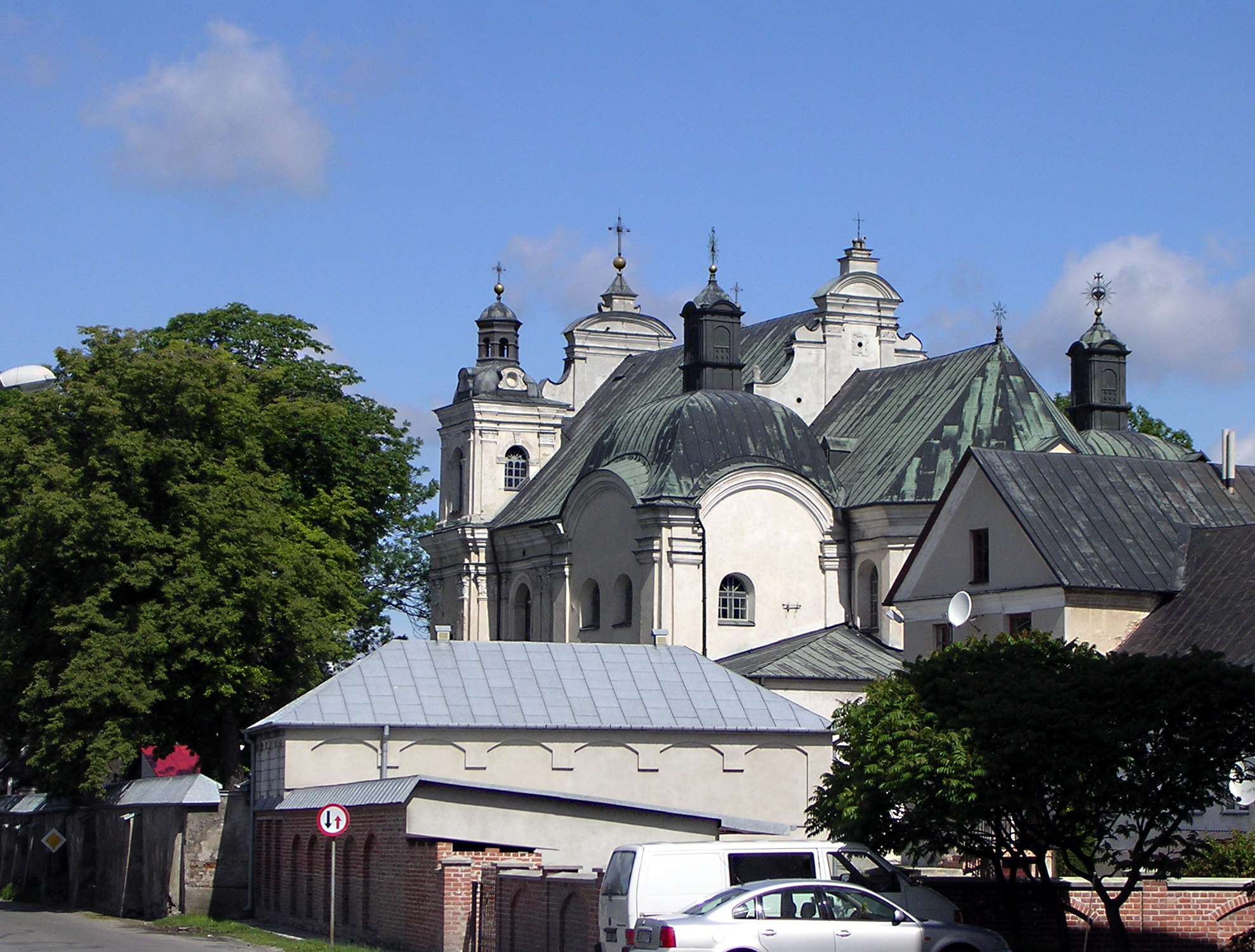
Igreja da Assunção da Bem-Aventurada Virgem Maria − vista do sudeste

- Igreja da Assunção da Bem-Aventurada Virgem Maria[14] − construída nos anos 1663–1675, ampliada em 1748 com um ambulatório-calvário, foi reformada várias vezes, tem uma decoração barroca. A construção do mosteiro piarista começou antes de 1740 e concluída em 1758. Ao lado, uma torre, um antigo ossário do século XVII, um campanário reconstruído e concluído em 1751. Dois prédios na rua Kościuszko, erguidos nos anos 1758–1761, e um banco na rua Nowy Rynek 2, um antigo hospital reconstruído, de 1748 a 1751.
- Palácio, provavelmente erguido pela família Słupecki no século XV, foi ampliado em 1613 e novamente em 1740 para Tarłów, transformado em 1766–1773 em uma residência senhorial da família Lubomirski, projetada por Jakub Fontana, Dominik Merlini e Franciszek Ferdynand Nax. Desfigurado pela ampliação do segundo andar e conversão em quartel, é hoje sede da escola secundária.
- Prefeitura em Nowy Rynek, erguida em 1750 no local de uma mais antiga.
- Pousadas na praça do Mercado Novo e na praça do Mercado Velho, do século XVIII e início do século XVIII.
- Casas em Nowy Rynek, do século XVIII, reconstruídas.
- Capela do cemitério em sua aparência atual de meados do século XIX, neogótico − reconstruída a partir de uma capela classicista de 1790. É o cemitério mais antigo da Polônia localizado conforme os princípios de higiene nos tempos do Iluminismo, ou seja, fora da cidade, fundado em 1772, vários anos antes do Cemitério de Powązki em Varsóvia.
- Palácio em Niezdów, construído em 1785–1787 por Aleksander Lubomirski, foi projetado por Franciszek Degen, um arquiteto da família Lubomirski. Até o início da década de 1920, o palácio pertencia à família Kleniewski, o último proprietário foi o convento de freiras que serviam à Congregação das Irmãs Servas da Imaculada Conceição da Bem-Aventurada Virgem Maria. Junto ao palácio existem vestígios de um solar fortificado da segunda metade do século XVI.

## Educação
- Jardim de infância particular "Promyczek", rua Przedmieście 1
- Creche e jardim de infância municipal, rua Przemysłowa 3
- Escola primária n.º 1 Kornel Makuszyński, rua Szkolna 5
- Complexo escolar n.º 2 Oskar Kolberg, rua Fabryczna 28
- Complexo de Escolas Profissionalizantes Stanisława Konarski, rua Kolejowa 2
- Ensino médio Adam Mickiewicz, rua Lipowa 4
- Centro de Ensino Fora do Campus da Universidade de Ciências da Vida em Lublin, rua Podzamcze 54.

## Cultura
O centro cultural da comuna é o Centro Cultural Opole.

## Esportes
Há um clube de futebol MKS Opolanin na cidade, fundado como Opolanka na década de 1940. O clube joga na IV liga, e teve suas maiores conquistas na virada das décadas de 1960 e 1970, quando disputou a liga provincial.

## Comunidades religiosas
As seguintes associações religiosas realizam atividades na cidade:

### Igreja Católica de Rito Latino
- Paróquia da Assunção da Bem-Aventurada Virgem Maria em Opole Lubelskie[17]

### Comunidade Cristã Evangélica
- Posto missionário em Opole Lubelskie[18]

### Testemunhas de Jeová
- Igreja em Opole Lubelskie − Salão do Reino na rua Przemysłowa 62 (incluindo grupo de língua romani (Polônia))

## Comércio
Existem também vários supermercados em Opole Lubelskie:
- alimentar e industrial: Netto, Stokrotka, Biedronka, Lidl
- lojas: Galeria Stokrotka

## Administração
Opole Lubelskie é membro da União das Cidades Polonesas.